# Arcangela Paladini

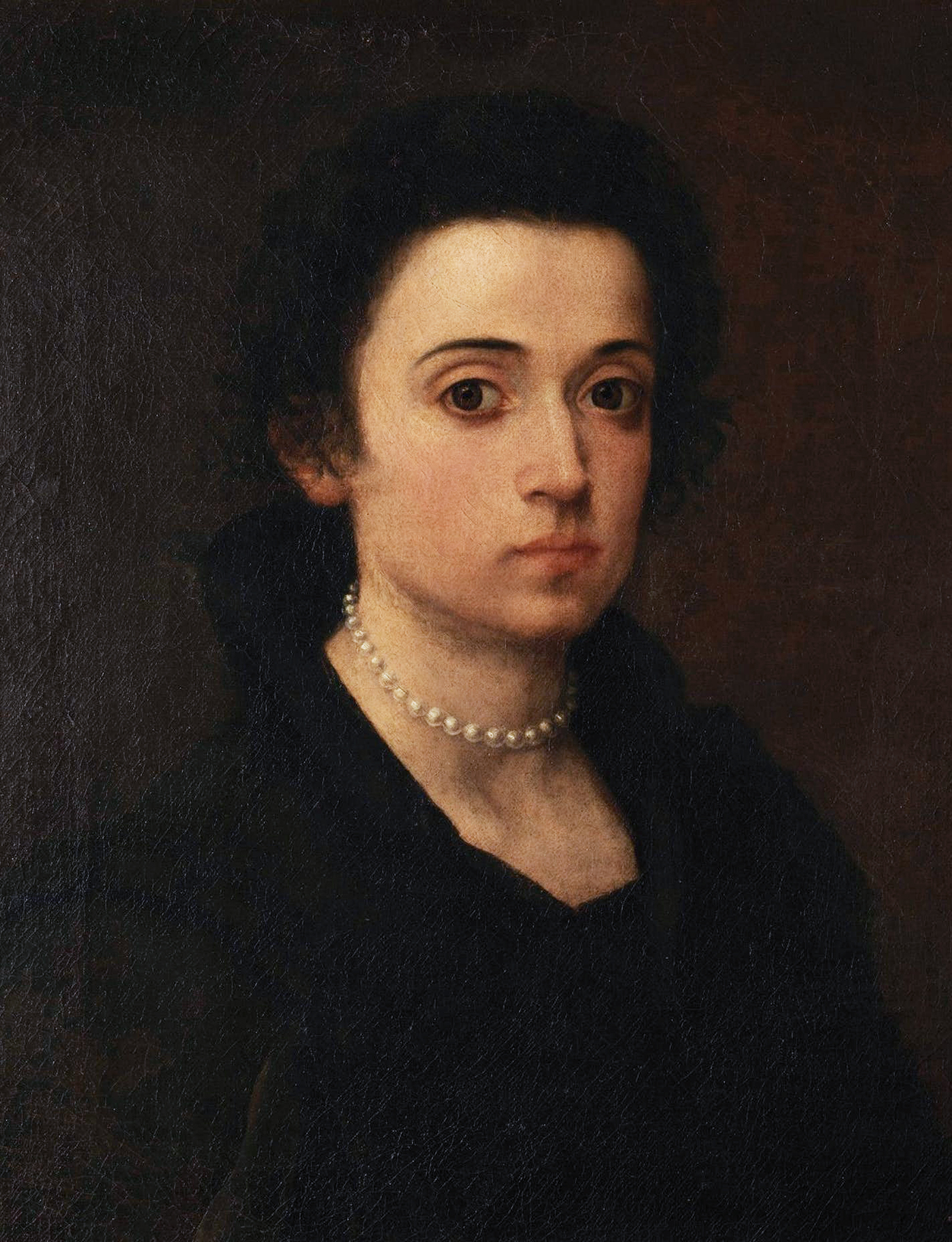
Arcangela Paladini, Selbstporträt, (1621), Vasarikorridor, Florenz

Arcangela Paladini (* 29. September 1596 in Pistoia; † 18. Oktober 1622 in Florenz) war eine italienische Malerin, Sängerin und Dichterin, die sich schon in jungen Jahren einen Namen machte. Sie war auch sehr geschickt in der Stickkunst.

## Leben

### Jugend
Arcangela Paladini (auch Arcangiola genannt) wurde 1596 in Pistoia als dritte Tochter (von vier) des pistoiesischen Malers Filippo di Lorenzo Paladini (um 1559-1608) und seiner zweiten Frau Persia Cilli geboren (aus der ersten Ehe stammten bereits zwei Kinder).

Nachdem sie mit ihrer Familie nach Pisa gezogen war, verlor Arcangela 1608 ihren Vater, der starb, bevor er die Fassade des Palazzotto dell'Orologio fertigstellen konnte, die er im Auftrag der Cavalieri di Santo Stefano mit Fresken ausmalen sollte.
Arcangelas frühes Talent für Kunst, Gesang und Stickerei brachte ihr bald den Schutz der Großherzöge der Toskana ein, die sie nach Florenz holten. In Florenz lebte sie zunächst im Kloster Sant’Agata in der Via San Gallo, wo sie von der Großherzogin Christine von Lothringen, der Witwe Ferdinando I. de’ Medici, beschützt wurde, die ihr musikalisches und malerisches Talent entdeckte und förderte und die zu ihrer größten Wohltäterin werden sollte. Dank des Mäzenatentums des Medicihofes nahm sie Unterricht bei Jacopo Ligozzi.

### Tätigkeit am Hof der Medici
Arcangela, die den Historikern mehr als Musikerin denn als Malerin bekannt ist und für ihre Stimme und ihr Gesangstalent gelobt wurde, war stets eine vielseitige Künstlerin, die bereits im Alter von 15 Jahren etabliert war. Außerdem stand sie unter dem Schutz der Schwiegertochter von Christina von Lothringen, der Großherzogin Maria Magdalena von Österreich, der Gemahlin von Cosimo II. de’ Medici, die sie sowohl als Malerin als auch als Sängerin anstellte, nachdem sie 1616 das Kloster Sant’Agata verlassen hatte. An diesem Tag heiratete sie den Flamen Jan Broomans, einen aus Antwerpen stammenden Sticker von Textilien und Wandteppichen, der in den Diensten der Großherzogin stand. Aus dieser Verbindung ging eine Tochter hervor, die am 20. August 1618 zu Ehren der Großherzogin auf den Namen Maria Maddalena getauft wurde.
Es sind nur wenige Kunstwerke überliefert, die Paladini sowohl in den Jahren, in denen sie im Kloster lebte, als auch später, als sie am Hof der Medici verkehrte, ausführte, und nur eines davon, das Selbstporträt, das heute in einem Depot der Uffizien und der Pitti-Galerien aufbewahrt wird, wurde laut einer Inschrift auf der Rückseite der Leinwand im Jahr 1621 im Auftrag der Großherzogin Maria Maddalena gemalt.

Es gibt jedoch zahlreiche Zeugnisse über ihre musikalischen Aktivitäten am Hof. Aus einem Brief der Komponistin Francesca Caccini vom 25. Januar 1618 geht hervor, dass Michelangelo Buonarroti „la Signora Arcangiola“ auswählte, um in seiner Komödie „La Fiera“, die am 11. Februar desselben Jahres am Hof der Medici aufgeführt wurde, die Arie zu singen, mit der „die Damen oder Ritter des Balls“ vorgestellt wurden. Außerdem wissen wir dank des Tagebuchs von Cesare Tinghi, dass Paladini bei mehreren Gelegenheiten am Hof sang, manchmal in Begleitung von Caccini und ihren „Mägden“ und oft mit Muzio Effrem, der für sie eine Arie komponierte, die der Heiligen Ursula gewidmet war.
Paladini war eine Zeitgenossin der Barockmalerin Artemisia Gentileschi (1593-1656) und die Historikerin Barbara Hanning glaubte, ihre Gesichtszüge in dem von Artemisia gemalten Bild der Heiligen Cäcilia, der Schutzpatronin der Musik, wiederzuerkennen.

### Tod und Gedenken

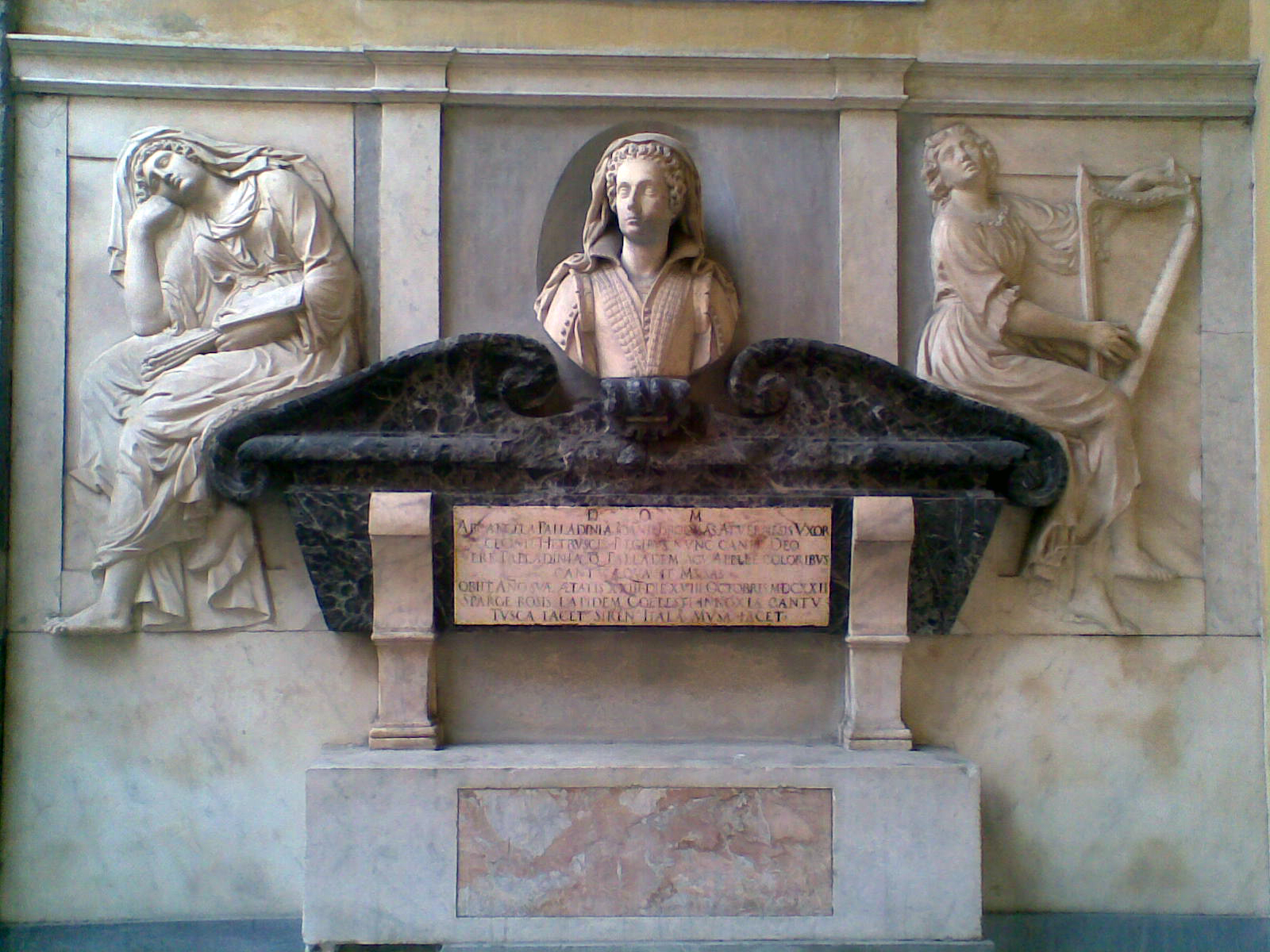
Grabdenkmal für Arcangela Paladini, Loggia der Kirche von Santa Felicita (Florenz), 1623

Arcangela Paladini starb am 18. Oktober 1622 im Alter von 26 Jahren in Florenz und wurde in der Kirche Santa Felicita, der zweitältesten Pfarrei von Florenz, beigesetzt, wo die Großherzogin ein monumentales Grabmal anfertigen ließ. Das Grabdenkmal befindet sich an der linken Wand des Eingangsportikus vor der Kirche und wurde von den Bildhauern Agostino Bugiardini und Antonio Novelli ausgeführt. Über dem Sarkophag befindet sich die Büste der Künstlerin, während an den Seiten zwei Flachreliefs zu sehen sind, die das Malen mit Palette und Pinsel und das Musizieren mit der Harfe darstellen, beide mit trauernden Mienen über den frühen Tod der Künstlerin.
Das Epitaph von Andrea Salvatori vergleicht Arcangela Paladini mit der Göttin Athene und dem Maler Apelles.

„D.O.M. - Arcangela Palladinia - Ioannis Broomans Antuerpiensis uxor – Cecinit hetruscis regibus, nunc canit Deo – Vere Palladinia quae Palladem acu - Apellem coloribus Cantu aequavit musas - Obiit anno suae aetatis XXIII - die XVIII Octobris MDCXXII - Sparge rosis lapidem coelesti innoxia cantu - Thusca jacet siren; Itala musa jacet.“